# Waiting for Her
«Waiting for Her» es el cuarto y último sencillo de la banda noruega a-ha perteneciente a su cuarto álbum de estudio East Of The Sun, West Of The Moon (1990). Este sencillo solo fue lanzado en Japón.
La Canción No Tiene Videoclip.

## Sencillo en CD
- Sencillo en Japón de 3"

Presenta a "Waiting for Her" (4:49) y a "Early Morning" (2:59).
- Datos: Q9095436